# Iran op de Olympische Zomerspelen 2008
Iran nam deel aan de Olympische Zomerspelen 2008 in Peking, China. Iran debuteerde op de tweede Zomerspelen in 1900 en deed in 2008 voor de vijftiende keer mee. Tijdens de vorige editie won het zes medailles, nu slechts twee.

## Medailleoverzicht
| Sport     | Olympiër             | Discipline            | Medaille |
| --------- | -------------------- | --------------------- | -------- |
| Taekwondo | Hadi Saei Bonehkohal | -80kg (m)             | Goud     |
| Worstelen | Seyedmorad Mohammadi | -60kg vrije stijl (m) | Brons    |

## Deelnemers en resultaten
(m) = mannen, (v) = vrouwen 

### Atletiek
| Olympiër              | Discipline       | Resultaat | Prestatie                                              |
| --------------------- | ---------------- | --------- | ------------------------------------------------------ |
| Sajjad Moradi         | 800m (m)         | 11e       | serie 8: 6de in 1.46,10 halve finale 2: 5de in 1.46,08 |
| Ehsan Mohajer Shojaei | 800m (m)         | 50e       | serie 1: 7de in 1.49,25                                |
| Amin Nikfar           | kogelstoten (m)  | DNF       | kwalificatie: geen geldige poging                      |
| Ehsan Haddadi         | discuswerpen (m) | 17e       | kwalificatie groep B: 7de met 61,34m                   |
| Abbas Samimi          | discuswerpen (m) | 26e       | kwalificatie groep A: 14de met 59,92m                  |
| Hadi Sepehrzad        | tienkamp (m)     | 21e       | 7483 puntenù                                           |

### Badminton
| Olympiër      | Discipline    | Resultaat | Prestatie                                       |
| ------------- | ------------- | --------- | ----------------------------------------------- |
| Kaveh Mehrabi | enkelspel (m) | 33e       | 1ste ronde: V van TPE Hsieh: 0-2 (16-21, 12-21) |

### Basketbal
| Olympiër | Discipline | Resultaat | Prestatie |
| --- | ---------- | --------- | --- |
| Hamed Afagh Amir Amini Javad Davari Saeid Davarpanah Ali Doraghi Hamed Haddadi Mehdi Kamrani Mousa Nabipour Samad Nikkhah Bahrami Oshin Sahakian Hamed Sohrabnejad Iman Zandi | mannen     | 11e       | groep A: 6de V van Litouwen: 67-99 V van Australië: 68-106 V van Kroatië: 57-91 V van Argentinië: 82-97 V van Rusland: 49-71 |

| Groep A |            |             |             |             |        |        |        |        |
| #       | Land       | Wedstrijden | Wedstrijden | Wedstrijden | Punten | Punten | Punten | Punten |
| #       | Land       | G           | W           | V           | V      | T      | Saldo  | Punten |
| 1       | Litouwen   | 5           | 4           | 1           | 425    | 400    | +25    | 9      |
| 2       | Argentinië | 5           | 4           | 1           | 425    | 361    | +64    | 9      |
| 3       | Kroatië    | 5           | 3           | 2           | 399    | 380    | +19    | 8      |
| 4       | Australië  | 5           | 3           | 2           | 457    | 405    | +52    | 8      |
| 5       | Rusland    | 5           | 1           | 4           | 387    | 406    | -19    | 6      |
| 6       | Iran       | 5           | 0           | 5           | 323    | 464    | -141   | 5      |

| Ronde       | Datum  | Plaats    | Land   | Score      | Land |
| ----------- | ------ | --------- | ------ | ---------- | ---- |
| Groepsfase  |        |           |        |            |      |
| 10 augustus | Peking | Rusland   | 71-49  | Iran       |      |
| 12 augustus | Peking | Iran      | 67-99  | Litouwen   |      |
| 14 augustus | Peking | Australië | 106-68 | Iran       |      |
| 16 augustus | Peking | Iran      | 82-97  | Argentinië |      |
| 18 augustus | Peking | Iran      | 57-91  | Kroatië    |      |

### Boksen
| Olympiër          | Discipline  | Resultaat | Prestatie                                                                                                |
| ----------------- | ----------- | --------- | --- |
| Morteza Sepahvand | -63,5kg (m) | 5e        | 1ste ronde: W van TUN Hassini: 16-4 2de ronde: W van ROU Gheorghe: 8-4 kwartfinale: V van DOM Diaz: 6-11 |
| Mehdi Ghorbani    | -81kg (m)   | 17e       | 1ste ronde: V van PUR Negrón: 4-13                                                                       |
| Ali Mazaheri      | -91kg (m)   | 9e        | 1ste ronde: V van RUS Chakhkiev: 3-7                                                                     |

### Boogschieten
| Olympiër          | Discipline      | Resultaat | Prestatie                                                                   |
| ----------------- | --------------- | --------- | --------------------------------------------------------------------------- |
| Hojjatollah Vaezi | individueel (m) | 33e       | plaatsingsronde: 63ste met 604 punten 1ste ronde: V van IND Champia: 98-112 |
|                   |                 |           |                                                                             |
| Najmeh Abtin      | individueel (v) | 33e       | plaatsingsronde: 60ste met 568 punten 1ste ronde: V van PRK Kwon: 96-106    |

### Gewichtheffen
| Olympiër         | Discipline | Resultaat | Prestatie                                                   |
| ---------------- | ---------- | --------- | ----------------------------------------------------------- |
| Asghar Ebrahimi  | -94kg (m)  | 7e        | trekken: 3de met 180kg stoten: 7de met 212kg totaal: 392kg  |
| Mohsen Biranvand | -105kg (m) | 10e       | trekken: 9de met 180kg stoten: 10de met 210kg totaal: 390kg |
| Rashid Sharifi   | +105kg (m) | 6e        | trekken: 6de met 196kg stoten: 6de met 230kg totaal: 426kg  |

### Judo
| Olympiër              | Discipline | Resultaat | Prestatie |
| --------------------- | ---------- | --------- | --- |
| Masoud Akhondzadeh    | -60kg (m)  | 9e        | 1ste ronde: vrij 2de ronde: W van SLO Drakšič: waza-ari 3de ronde: V van KOR Choi: ippon herkansingen: W van ARG Albarracín: waza-ari herkansingen 2: V van UZB Sobirov: yuko                                                                              |
| Arash Miresmaeili     | -66kg (m)  | 9e        | 1ste ronde: vrij 2de ronde: W van POL Adamiec: koka 3de ronde: V van JPN Uchinshiba: yuko herkansingen: W van DOM Jacinto: yuko herkansingen 2: V van UZB Sharipov: yuko                                                                                   |
| Ali Maloumat          | -73kg (m)  | 5e        | 1ste ronde: W van JPN Kanamaru: ippon 2de ronde: W van POR Pina: waza-aei kwartfinale: W van MGL Gantumur: waza-ari halve finale: V van AZE Mammadli: ippon bronzen finale: V van BRA Guilheiro: ippon                                                     |
| Hamed Malekmohammadi  | -81kg (m)  | 17e       | 1ste ronde: vrij 2de ronde: W van SLO Sedej: ippon 3de ronde: V van BRA Camilo: ippon |
| Hossein Ghomi         | -90kg (m)  | 20e       | 1ste ronde: V van BLR Kazusionak: ippon |
| Mohammad Reza Roudaki | +100kg (m) | 5e        | 1ste ronde: vrij 2de ronde: W van BLR Rybak: ippon 3de ronde: W van ISL Jonsson: ippon kwartfinale: V van GEO Gujejiani: yuko herkansingen: W van USA McCormick: ippon herkansingen 2: W van RUS Tmenov: ippon bronzen finale: V van CUB Brayson: waza-ari |

### Roeien
| Olympiër      | Discipline | Resultaat | Prestatie                                                                          |
| ------------- | ---------- | --------- | ---------------------------------------------------------------------------------- |
| Mohsen Shadi  | skiff (m)  | 25e       | serie 1: 5de in 7.48,24 halve finale E/F: 1ste in 7.20,34 finale E: 2de in 7.06,54 |
|               |            |           |                                                                                    |
| Homa Hosseini | skiff (v)  | 26e       | serie 5: 4de in 9.02,12 finale E: 4de in 8.18,20                                   |

### Taekwondo
| Olympiër              | Discipline | Resultaat | Prestatie |
| --------------------- | ---------- | --------- | --- |
| Reza Naderian         | -58kg (m)  | 11e       | voorronde: V van BRA Wenceslau: 1-2                                                                                                   |
| Hadi Saei Bonehkohal  | -80kg (m)  | Goud      | voorronde: W van NEP Bista: 7-0 kwartfinale: W van CHN Zhu: 3-2 halve finale: W van AZE Ahmadov: 4-1 finale: W van ITA Sarmiento: 6-4 |
|                       |            |           | |
| Sara Khoshjamal Fekri | -49kg (v)  | 9e        | voorronde: W van MAR Toudali: 5-0 kwartfinale: V van TPE Yang: 0-2                                                                    |

### Tafeltennis
| Olympiër       | Discipline    | Resultaat | Prestatie                                                                 |
| -------------- | ------------- | --------- | ------------------------------------------------------------------------- |
| Afshin Norouzi | enkelspel (m) | 65e       | voorronde: V van ITA Bobocica: 2-4 (7-11, 12-10, 6-11, 11-9, 4-11, 10-12) |

### Wielersport
| Olympiër       | Discipline       | Resultaat | Prestatie      |
| Weg            | Weg              | Weg       | Weg            |
| -------------- | ---------------- | --------- | -------------- |
| Hossein Askari | tijdrit (m)      | 34e       | 1:08.46        |
| Hossein Askari | wegwedstrijd (m) | 51e       | 6:3422         |
| Ghader Mizbani | wegwedstrijd (m) | 78e       | 6:39.42        |
| Mehdi Sohrabi  | wegwedstrijd (m) | DNF       | niet gefinisht |

### Worstelen
| Olympiër             | Discipline  | Resultaat   | Prestatie |
| Vrije stijl          | Vrije stijl | Vrije stijl | Vrije stijl |
| -------------------- | ----------- | ----------- | --- |
| Abbas Dabbaghi       | -55kg (m)   | 10e         | kwalificatie: vrij 1ste ronde: W van COL Serrano: 3-1 kwartfinale: V van RUS Kudukhov: 0-3 |
| Morad Mohammadi      | -60kg (m)   | Brons       | kwalificatie: vrij 1ste ronde: W van EGY Madani: 3-0 kwartfinale: W van CAN Azarbayjani: 3-0 halve finale: V van RUS Batirov: 0-3 bronzen finale: W van AZE Huseynov: 3-1                        |
| Mehdi Taghavi        | -66kg (m)   | 10e         | kwalificatie: vrij 1ste ronde: W van CAN Garcia: 3-1 kwartfinale: V van TUR Şahin: 0-3 herkansingen: V van CUB Garzón: 1-3                                                                       |
| Meisam Mostafa-Jokar | -74kg (m)   | 19e         | kwalificatie: vrij 1ste ronde: V van BUL Terziev: 0-3 |
| Reza Yazdani         | -84kg (m)   | 11e         | kwalificatie: W van POL Horbik: 3-0 1ste ronde: V van AZE Temrezov: 0-5 |
| Saeid Ebrahimi       | -96kg (m)   | 10e         | kwalificatie: vrij 1ste ronde: W van EGY Emara: 3-1 2de ronde: V van GEO Gogshelidze: 0-3 |
| Fardin Masoumi       | -120kg (m)  | 5e          | kwalificatie: W van MEX Langowski: 3-0 1ste ronde: V van RUS Akhmedov: 0-5 herkansingen: W van BUL Boyadzhiev: 3-1 herkansingen 2: W van USA Mocco: 3-1 bronzen finale: V van KAZ Mutalimov: 1-3 |
| Grieks-Romeins       |             |             | |
| Hamid Sourian        | -55kg (m)   | 5e          | kwalificatie: W van BUL Venkov: 5-0 1ste ronde: W van PLW Elwais: 3-0 kwartfinale: V van RUS Mankiev: 1-3 herkansingen: W van SRB Fris: 3-1 bronzen finale: V van KOR Park: 1-3                  |
| Ali Mohammadi        | -66kg (m)   | 11e         | kwalificatie: W van KOR Kim: 3-1 1ste ronde: V van BLR Siamionau: 1-3 |
| Saman Tahmasebi      | -84kg (m)   | 11e         | kwalificatie: vrij 1ste ronde: W van UKR Daragan: 3-1 kwartfinale: V van TUR Avluca: 1-3 |
| Ghasem Rezaei        | -96kg (m)   | 16e         | kwalificatie: V van LTU Ežerskis: 1-3 |
| Masoud Hashemzadeh   | -120kg (m)  | 15e         | kwalificatie: vrij 1ste ronde: V van RUS Baroev: 0-3 herkansingen: V van LTU Mizgaitis: 1-3 |

### Zwemmen
| Olympiër           | Discipline          | Resultaat | Prestatie             |
| ------------------ | ------------------- | --------- | --------------------- |
| Mohammad Alirezaei | 100m schoolslag (m) | DNS       | serie 4: niet gestart |

Afghanistan · Albanië · Algerije · Amerikaanse Maagdeneilanden · Amerikaans-Samoa · Andorra · Angola · Antigua en Barbuda · Argentinië · Armenië · Aruba · Australië · Azerbeidzjan · Bahama's · Bahrein · Bangladesh · Barbados · België · Belize · Benin · Bermuda · Bhutan · Bolivia · Bosnië en Herzegovina · Botswana · Brazilië · Britse Maagdeneilanden · Bulgarije · Burkina Faso · Burundi · Cambodja · Canada · Centraal-Afrikaanse Republiek · Chili · China · Chinees Taipei · Colombia · Comoren · Congo-Brazzaville · Congo-Kinshasa · Cookeilanden · Costa Rica · Cuba · Cyprus · Denemarken · Djibouti · Dominica · Dominicaanse Republiek · Duitsland · Ecuador · Egypte · El Salvador · Equatoriaal-Guinea · Eritrea · Estland · Ethiopië · Fiji · Filipijnen · Finland · Frankrijk · Gabon · Gambia · Georgië · Ghana · Grenada · Griekenland · Groot-Brittannië · Guam · Guatemala · Guinee · Guinee‑Bissau · Guyana · Haïti · Honduras · Hongarije · Hongkong · Ierland · IJsland · India · Indonesië · Irak · Iran · Israël · Italië · Ivoorkust · Jamaica · Japan · Jemen · Jordanië · Kaaimaneilanden · Kaapverdië · Kameroen · Kazachstan · Kenia · Kirgizië · Kiribati · Koeweit · Kroatië · Laos · Lesotho · Letland · Libanon · Liberia · Libië · Liechtenstein · Litouwen · Luxemburg · Macedonië · Madagaskar · Malawi · Malediven · Maleisië · Mali · Malta · Marshalleilanden · Marokko · Mauritanië · Mauritius · Mexico · Micronesië · Moldavië · Monaco · Mongolië · Montenegro · Mozambique · Myanmar · Namibië · Nauru · Nederland · Nederlandse Antillen · Nepal · Nicaragua · Nieuw-Zeeland · Niger · Nigeria · Noord-Korea · Noorwegen · Oeganda · Oekraïne · Oezbekistan · Oman · Oostenrijk · Oost‑Timor · Pakistan · Palau · Palestina · Panama · Papoea-Nieuw-Guinea · Paraguay · Peru · Polen · Portugal · Puerto Rico · Qatar · Roemenië · Rusland · Rwanda · Saint Kitts en Nevis · Saint Lucia · Saint Vincent en Grenadines · Salomonseilanden · Samoa · San Marino · Sao Tomé en Principe · Saoedi-Arabië · Senegal · Servië · Seychellen · Sierra Leone · Singapore · Slovenië · Slowakije · Soedan · Somalië · Spanje · Sri Lanka · Suriname · Swaziland · Syrië · Tadzjikistan · Tanzania · Thailand · Togo · Tonga · Trinidad en Tobago · Tsjaad · Tsjechië · Tunesië · Turkije · Turkmenistan · Tuvalu · Uruguay · Vanuatu · Venezuela · Verenigde Arabische Emiraten · Verenigde Staten · Vietnam · Wit-Rusland · Zambia · Zimbabwe · Zuid-Afrika · Zuid-Korea · Zweden · Zwitserland
Uitgesloten van deelname: Brunei